# Live Forever – The Album
Live Forever - The Album – czwarty solowy album w karierze szwedzkiego wokalisty - Magnusa Carlssona. Wydawnictwo ukazało się 4 lipca 2007 roku.
Album doczekał się dwóch reedycji, dostępnych jednak tylko w Internecie

## Lista utworów

### Edycja oryginalna
1. Crazy Summer Nights  	             /03:01/
2. I Wont Cry 	                     /02:55/
3. Waves Of Love 	                     /03:28/
4. Nothings Real 	                     /02:56/
5. Another Rainbow 	                     /03:11/
6. Give A Little Love 	             /03:51/
7. Never Walk Away 	                     /03:22/
8. Live Forever 	                     /03:02/
9. I Need Your Love 	                     /04:33/
10. Don't You Worry 	                     /02:59/
11. You 	                             /03:51/
12. Boogie Time 	                     /03:14/
13. Live Forever (Acoustic Studio Version) /03:27/

### Edycja bonusowa
1. Crazy Summer Nights
2. I Wont Cry
3. Waves Of Love
4. Nothings Real
5. Another Rainbow
6. Give A Little Love
7. Never Walk Away
8. Live Forever
9. I Need Your Love
10. Don't You Worry
11. You
12. Boogie Time
13. Live Forever (Acoustic Studio Version)
14. What About Love (Onlanserad - outtake from the recording sessions)
15. Don't You Worry (Demo Version)
16. Live Forever (SoundFactory Radio Edit)
17. Waves Of Love (Södros Remix)

### Edycja Deluxe
1. Crazy Summer Nights
2. I Wont Cry
3. Waves Of Love
4. Nothings Real
5. Another Rainbow
6. Give A Little Love
7. Never Walk Away
8. Live Forever
9. I Need Your Love
10. Don't You Worry
11. You
12. Boogie Time
13. What About Love (Unreleased - outtake from the recording sessions)
14. Don't You Worry (Demo Version)
15. I Found Love (Demo - outtake from the recording sessions)
16. I Belong To You (Demo - outtake from the recording sessions)
17. Live Forever (SoundFactory Radio Edit)
18. Waves Of Love (Södros Remix)

#### Dodatki
- Live Forever (Teledysk)
- Live Forever (Making of)

## Single
- Live Forever
- Waves Of Love
- Another Rainbow
- Crazy Summer Nights